# Observatorio del Caribe Colombiano
El Observatorio del Caribe Colombiano es un centro de investigación que se dedica al estudio, la reflexión y la divulgación del conocimiento sobre la realidad del Caribe Colombiano.

## Historia
A finales de la década de los 80 y principios de la de los 90, preocupados por contar con una institución de carácter regional dedicada a pensar en el Caribe Colombiano, surge la idea de crear un centro de pensamiento que a través de su actividad investigativa lograra incidir de manera decisiva en la formulación de políticas estratégicas para la Región Caribe, además de producir propuestas para mejorar la calidad de vida de los habitantes de la región e impulsar a nivel nacional un mejor entendimiento de la pertenencia de Colombia al Caribe.
Se convirtió en realidad en 1997 con el apoyo de Colciencias y el esfuerzo conjunto de su grupo de fundadores y varias entidades e instituciones representativas de la región.

## Líneas de investigación
La ejecución de los proyectos del observatorio se lleva a cabo mediante una organización por proyectos en la cual sus equipos ejecutores son grupos interdisciplinarios conformados por investigadores del centro e investigadores externos.
El observatorio trabaja directamente con las entidades y las instituciones regionales y nacionales, y desarrolla proyectos en las siguientes líneas de investigación:
- Análisis sectorial y competitividad en el Caribe Colombiano
- Mercado laboral, pobreza y educación
- Seguimiento y análisis de la economía regional del Caribe colombiano
- Ciencia, tecnología e innovación en el Caribe colombiano
- TIC en las instituciones del Caribe
- Turismo y cultura en Cartagena
- Cultura Caribe y desarrollo
- Historia de la cultura del Caribe Colombiano
- Conocimiento de saberes y prácticas tradicionales

## Productos
- Sistema de Indicadores de Desarrollo de la Región Caribe Colombiana (SID CARIBE)[3]
- Red de Investigadores sobre el Caribe Colombiano (Red Ocaribe)[4]
- Revista "Aguaita"[5]
- Cátedras del Caribe
- Becas de investigación Cultural[6]

## Instituciones y Entidades
- Universidades del SUE Caribe

Universidad del Atlántico
Universidad de Cartagena
Universidad de La Guajira
Universidad de Córdoba
Universidad de Sucre
Universidad del Magdalena
Universidad Popular del Cesar
- Departamento Administrativo de Ciencia, Tecnología e Innovación[7] - Colciencias
- Fundación Probarranquilla[8]
- Cámara de Comercio de Cartagena[9]
- Cámara de Comercio de Sincelejo[10]
- Cámara de Comercio de Montería[11]
- Cámara de Comercio de la Guajira[12]

## Membresías y vinculaciones
- Observatorio Colombiano de Ciencia y Tecnología[13]
- Asociación Colombiana para el Avance de la Ciencia (ACAC)[14]
- RENATA[15]
- Consejo Latinoamericano de Ciencias Sociales (CLACSO)[16]